# John Manley
John Paul Manley (Ottawa, 5 gennaio 1950) è un politico canadese.
Ritiratosi dalla vita politica nel 2003, è tornato a svolgere la sua attività di avvocato e uomo d'affari.

## Incarichi nel Governo
Fece parte del Gabinetto di Jean Chrétien dal 1993 al 2003. In precedenza Ministro dell'Industria, divenne Ministro degli Affari esteri dopo le elezioni del 2000.
Nel gennaio 2002, John Manley divenne Vice Primo Ministro. Ebbe tra l'altro la responsabilità esclusiva di elaborare la risposta del Canada dopo gli attacchi terroristici dell'11 settembre 2001. Per l'eccellente lavoro svolto in questo ruolo, fu nominato uomo dell'anno dalla rivista Time nel 2001.
Dopo l'uscita di Paul Martin dal Gabinetto di Jean Chrétien nel maggio 2002, divenne poi Ministro delle finanze.

## La corsa alla leadership liberale del 2003
Quando Jean Chrétien annunciò la sua decisione di ritirarsi (in gran parte come risultato dei tentativi di estrometterlo a favore del suo rivale Paul Martin), Manley annunciò l'intenzione di correre per la leadership del Partito Liberale del Canada. Il suo principale concorrente era Martin, malgrado dovesse altresì affrontare il Ministro del patrimonio Sheila Copps. Anche Brian Tobin e Allan Rock si erano trastullati con l'idea di presentarsi. Fin dall'inizio, fu evidente che Martin aveva un considerevole vantaggio, soprattutto perché faceva campagna elettorale per la guida del partito sin dalla sua sconfitta del 1990 di fronte a Jean Chrétien e al suo notevole risanamento delle finanze pubbliche.  Manley tentò di fare campagna sul piano dell'etica, attaccando Martin che rifiutava di rivelare i nomi dei suoi finanziatori politici. Questa tattica si rivelò inefficace, giacché Manley rimase pressappoco al 25% nei sondaggi d'opinione. Vedendo la sua inevitabile sconfitta. Manley si ritirò dalla corsa il 22 luglio 2003, concedendo la vittoria a Paul Martin e dandogli il suo appoggio.
Con l'arrivo di Paul Martin al potere, si ritirò dalla vita politica.

## L'ideologia politica
Nonostante l'appartenenza liberale, Manley è visto spesso come un politico della destra del suo partito, essendo piuttosto conservatore in materia fiscale. Per contro, il bilancio statale del 2003 approvato dal suo Governo prevedeva sostanziali programmi di spesa.
Manley condivide la stessa linea di Chrétien in molte politiche, soprattutto quelle dell'espansione degli aiuti internazionali e del miglioramento dell'"economia delle conoscenze".
Manley è anche un repubblicano favorevole all'abolizione della monarchia in Canada. Questo punto di vista gli ha causato qualche problema quando ha dovuto ribadire la sua posizione davanti alla domanda di un giornalista proprio mentre la regina Elisabetta faceva una visita di 12 giorni in Canada.

## Dopo la carriera politica
Poco dopo che Manley aveva annunciato il suo ritiro dalla politica federale, Dalton McGuinty, Premier dell'Ontario e intimo amico di Manley, lo nominò alla presidenza di una commissione reale sul sistema energetico dell'Ontario, istituita in seguito al black out nordamericano orientale avvenuto nel 2003.
Il 26 maggio 2004, Manley fu nominato nel Consiglio dei Direttori dell'azienda di telecomunicazioni Nortel Networks. Il 27 gennaio 2005, fu eletto nel Consiglio dei Direttori della Canadian Imperial Bank of Commerce. È anche presidente della Independent Task Force on the Future of North America ("Gruppo di lavoro indipendente sul futuro del Nord America"), un progetto del Consiglio degli Stati Uniti per le relazioni estere. Nel marzo 2005, la Task Force diffuse un rapporto in cui si perorava un'unione nordamericana, nel senso di un'unione economica tra Canada, Messico e Stati Uniti che assomigliasse all'Unione Europea.[4]
In un'intervista al giornale La Presse pubblicata il 24 gennaio 2005, Manley dichiarò apertamente il suo perdurante interesse alla leadership del Partito Liberale. In quella che fu vista dai suoi seguaci politici come un'ammissione insolitamente franca, Manley disse che si sarebbe candidato per sostituire Paul Martin se quest'ultimo si fosse dimesso nei successivi tre-quattro anni e stava mantenendo a questo scopo una rete organizzativa in tutta la nazione. Sebbene abbia negato l'esistenza di un patto formale con l'ex compagno di Governo Martin Cauchon, indicò che in una successiva corsa per la leadership gli avrebbe probabilmente dato il suo appoggio. Il 25 gennaio 2006, Manley mandò una lettera ai suoi sostenitori indicando che non avrebbe partecipato alla competizione per la leadership liberale dopo le dimissioni di Paul Martin.[5]
Il 10 ottobre 2007, a Ottawa, mentre discuteva i risultati delle elezioni dell'Ontario con il giornalista Robin Gill del Global Ontario, Manley, riferendosi a un accordo raggiunto dal Governo federale e da quello della Nuova Scozia, ha dichiarato per errore che la Nuova Scozia era retta da un governo liberale, laddove, in realtà, è in mano ai Conservatori Progressisti sin dal 1999.